# 덴가쿠
덴가쿠(일본어: 田楽) 또는 미소 덴가쿠(일본어: 味噌田楽)는 꼬치에 꿴 두부나 곤약, 가지, 토란 등에 미림, 유자, 초피 등으로 향을 낸 미소를 발라 구운 음식이다.
식재료를 꼬치에 꽂은 모양이 덴가쿠 승려와 닮았다 하여 "덴가쿠"라고 부르게 되어, 현재도 꼬치에 꽂는 것이 기본이다. 원래는 두부가 주재료였기에 현재도 그것이 기본이지만, 토란, 가지, 곤약 등 기호에 맞는 다른 식재료도 사용된다. 꼬치에 구운 식재료에 미소를 바른 뒤 풍미를 살리기 위해 다시 한 번 살짝 굽는 경우도 있다. 또한 에도 시대에 이르러서는 성급한 에도 사람들이 굽는 시간조차 기다리지 못하고 삶아서 먹기도 했는데, 이는 변형된 형태이다.
생선으로 만든 덴가쿠는 교덴(일본어: 魚田)이라 부른다. "덴"은 덴가쿠의 준말이다.

## 역사
헤이안 시대 말기에 중국으로부터 두부가 전래되어, 박자를 치는 막대 모양으로 자른 두부를 꼬치에 꽂아 구운 요리가 생겨났다. 이후 무로마치 시대가 되자 조미 기술이 발전하고, 절구의 등장으로 미소가 으깨어져 조미료로 사용되기 시작했으며, 에이로쿠 연간(1558년~1570년) 무렵에는 구운 두부에 미소를 바른 요리가 유행하게 되었다. 처음에는 도우가라시미소(唐辛子味噌, 고추를 넣은 미소)이었다가 후에 조미미소가 되었다. 이 요리에서 하얀 두부를 꼬치에 꽂은 모양이, 모내기할 때 다노가미를 모시고 풍작을 기원하는 덴가쿠에서 흰 바지를 입고 대나무로 만든 긴 장대 같은 높은 다리를 타고 춤추는 덴가쿠 승려와 닮았기 때문에 "덴가쿠"라는 이름이 붙었다고 한다.

"덴가쿠"라는 명칭의 시작을 기온 신사의 1350년 기록으로 보는 설, 《음량헌일록》(蔭涼軒日録)의 1437년 기록이 최초라는 설, 고후쿠지와 도다이지의 승려들의 말이라는 설이 있으며, 무로마치 시대 후기의 연가사 소초의 일기 《소초수기》(宗長手記) 상권에 "덴가쿠", 하권의 1526년 12월 조에 "덴가쿠 두부"라고 기록되어 있다. 더욱이 에도 시대 초기의 우스갯소리 모음집 《세이스이쇼》(醒睡笑)에는 덴가쿠 승려가 아래에 흰 바지를 입고 위에 색깔 있는 것을 걸치고 백로 다리처럼 긴 장대를 타고 춤추는 모습이 흰 두부에 된장을 바르는 모양과 닮았다는 구체적인 서술이 보인다. 또한 에도 시대에는 다음과 같은 센류가 읊어져, 두부에 미소를 발라 구운 덴가쿠의 어원을 전하고 있다.
田楽は 昔は目で見 今は食ひ
덴가쿠는 옛날엔 눈으로 보고 지금은 먹네

그때까지는 추위를 견디는 겨울 음식이었으나, 간에이 연간(1624년~1645년) 무렵에는 자야의 나메시(나물밥)와 함께 먹는 음식이 되었고, 교토에서는 기온 두부에 산초미소를 발라 봄의 도래를 알리는 산초 덴가쿠가 유명해졌다. 에도의 덴가쿠는 꼬치가 한 개지만, 간사이 지방에서는 갈라진 두 개의 꼬치를 사용했으며, 다음과 같은 교토 노래가 있다.
二本差しても柔らかい祇園豆腐の二軒茶屋
두 개를 꽂아도 부드러운 기온 두부의 니켄자야

오미국 메가와(현재의 시가현 릿토시 메가와)의 나메시 덴가쿠는 꼬치에 꽂은 두부에 칡가루를 묻히고 미소를 발라 구운 덴가쿠에 나메시를 곁들인 것으로, 도카이도를 가는 여행객들에게 인기가 있었다. 에도에서는 간포 연간(1741년~1743년) 무렵에는 이 메가와의 나메시 덴가쿠를 파는 가게가 아사쿠사 근처에 많이 있었고, 1757년경에는 센주 마사키이나리 신사의 경내에 8채의 덴가쿠 자야가 나란히 있어 번성했다고 한다. 또한 에도에서는 밖에서 간단히 먹는 요리가 발달하여, "우칸 오뎅"(上燗おでん)의 행상이 "오뎅 매운 거"(おでん 辛いの)라고 외치며 돌아다니며 팔았다. 미소 덴가쿠는 하나미 때도 인기 있는 음식이었다.
短冊の 豆腐も売れる 花の山
단자쿠 모양의 두부도 잘 팔리는 꽃의 산

에도 시대에 두부 요리는 인기가 있어서 1782년에는 《두부백진》(豆腐百珍)이 간행되어 베스트셀러가 되었다. 덴가쿠는 이 책에 수록된 두부 요리의 3할 가까이를 차지했으며, 원래는 두부 요리였으나 분카·분세이 연간(1804년~1830년)이 되자 무, 순무, 덩이(감자, 고구마, 토란 등), 연근을 재료로 한 채소 덴가쿠가 나타났고, 곤약, 토란, 표고버섯 등 다양한 재료로 만들어 먹는 요리가 되어갔다. 산간 지역 등에서는 토란이나 민물고기를 주재료로 한 꼬치구이에 가까운 덴가쿠가 제공되는 지역도 많다.

## 지역별 덴가쿠
현재 덴가쿠는 쇼유맛 육수로 끓인 오뎅과 함께 일본 전국에서 먹는 대중적인 요리가 되었다. 또한 각 지역의 향토 요리나 명물 요리로 알려진 덴가쿠가 각지에 전해지고 있다.
도호쿠 지방에서는 이와테현 북부 일대에서 예로부터 특별한 날에는 두부 미소덴가쿠를 즐겨 먹었는데, 손수 만든 두부를 단책 모양으로 잘라 꼬치에 꽂아 이로리 불 주위에 세워놓고 구운 다음 마늘미소를 발라 뜨거울 때 먹는다. 미소에는 마늘 외에도 산초, 생강 등을 넣기도 하며, 산리쿠 해안의 구지시나 노다촌, 이와이즈미정 등에서는 지역 활성화에도 활용되고 있다. 후쿠시마현에서는 아이즈와카마쓰의 명물 요리 중 하나로, 청어, 생두부, 토란, 곤약, 모찌 등을 대나무 꼬치에 꽂아 독특한 미소를 발라 숯불에 구운 덴가쿠가 있으며, 비호타이 대원이나 신센구미의 히지카타 도시조도 먹었다는 "오히데차야" 등의 덴가쿠 자야에서는 화로 주변에 덴가쿠를 즐기려 찾아온 많은 사람들이 모인다.

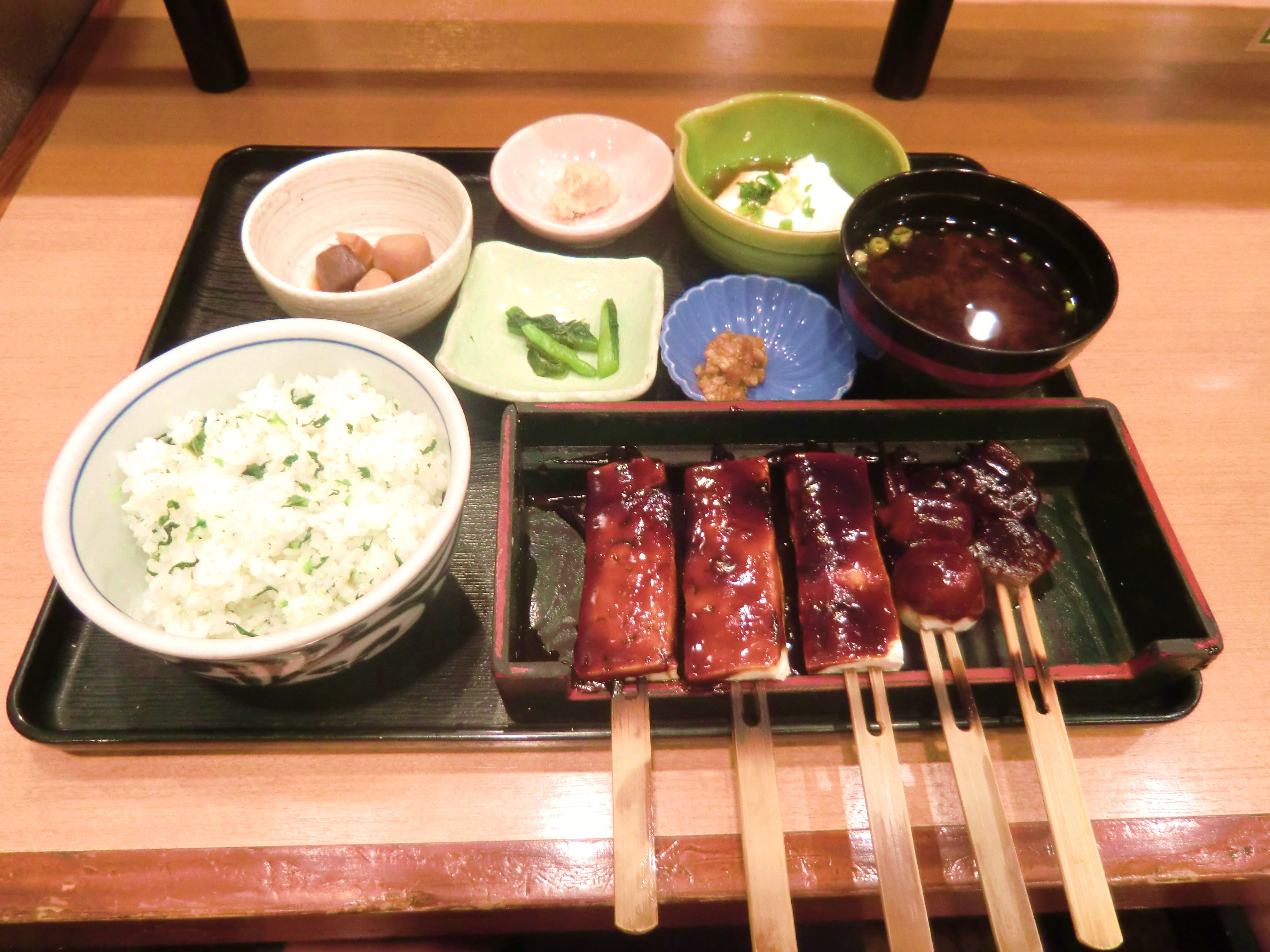
나메시 덴가쿠의 한 예. 아이치현 도요하시시의 음식점에서

도카이 지방에서는 동쪽의 시즈오카현 하마마쓰시 부근에서 서쪽의 아이치현 오카자키시에 걸쳐 나메시 덴가쿠를 제공하는 가게가 많으며, 그 외에도 시즈오카현 기쿠가와시나 아이치현 이누야마시, 기후현 기후시의 이와이산 부근 등에서도 나메시 덴가쿠가 알려져 있어 먼 곳에서도 손님들이 찾아오는 가게가 있다. 특히 아이치현 도요하시시에는 분세이 연간(1818년~1830년)에 창업한 "기쿠소"(きく宗)가 있어, 도카이도 오십삼차 역참의 요시다 숙소의 명물 요리 중 하나였다고 전해지는 아카미소을 바른 두부 덴가쿠와 나메시를 세트로 한 나메시 덴가쿠를 현재도 이 지역의 명물 요리로 내세우고 있다.

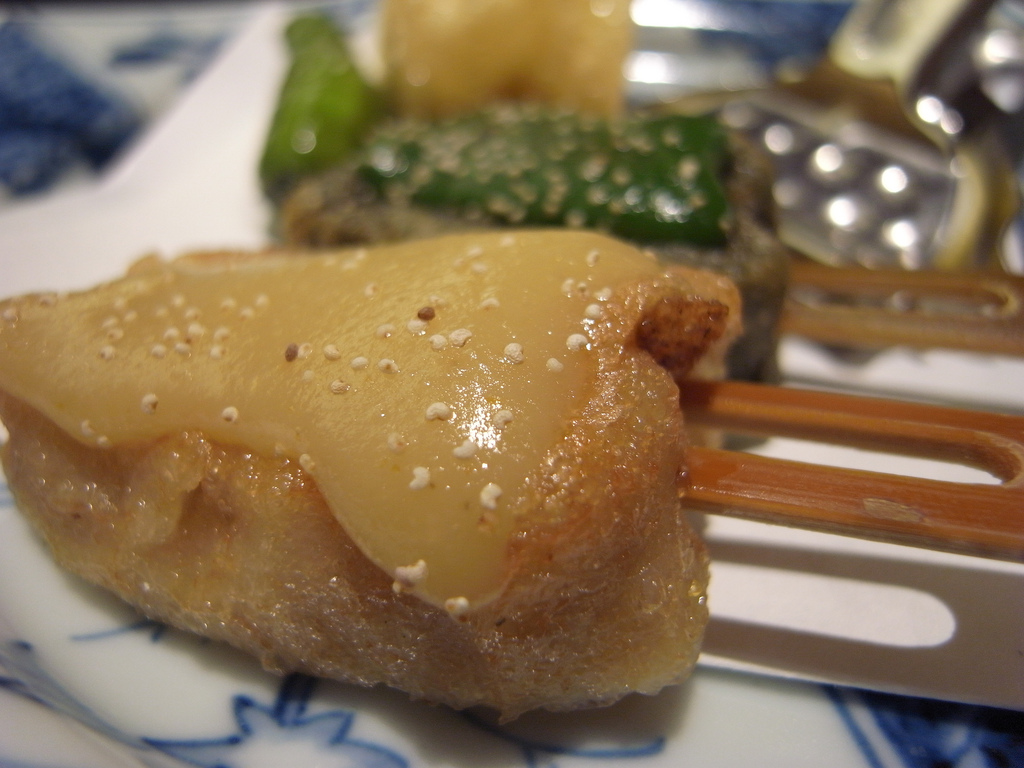
나마후 유자미소 덴가쿠

같은 아이치현의 쓰시마시에는 오와리 지방 중남부의 명물인 나마후를 튀겨서 아카미소를 바른 "후덴가쿠"(麩田楽)가 있다.
미에현 이가시에서도 1830년에 창업한 "덴가쿠자 와카야"(田楽座わかや)가 한 자손에게만 그 기술을 대대로 전수하여 이가 명물인 "두부 덴가쿠"를 계속 만들며 전통의 맛을 지키고 있다.
천년의 도시인 교토에서는 야사카 신사 남루문 앞의 2채의 자야 중 도리이 서쪽에 있던 "후지야"(藤屋)는 메이지 시대에 문을 닫았지만, 동쪽의 가시와야, 현재의 니켄차야 "나카무라로"(中村楼)가 교토 명물인 기온 두부를 지금까지 전하고 있다.
규슈에서는 오이타현과 구마모토현의 향토 요리로 덴가쿠가 전해지고 있으며, 그중에서도 아소 지방의 덴가쿠는 두부 외에도 쓰루노코이모(鶴の子芋)라 불리는 토란에 더해 도랑게나 산천어 등을 사용한 이 지방 특유의 소박한 맛이 넘치는 덴가쿠이다.

## 조림 덴가쿠

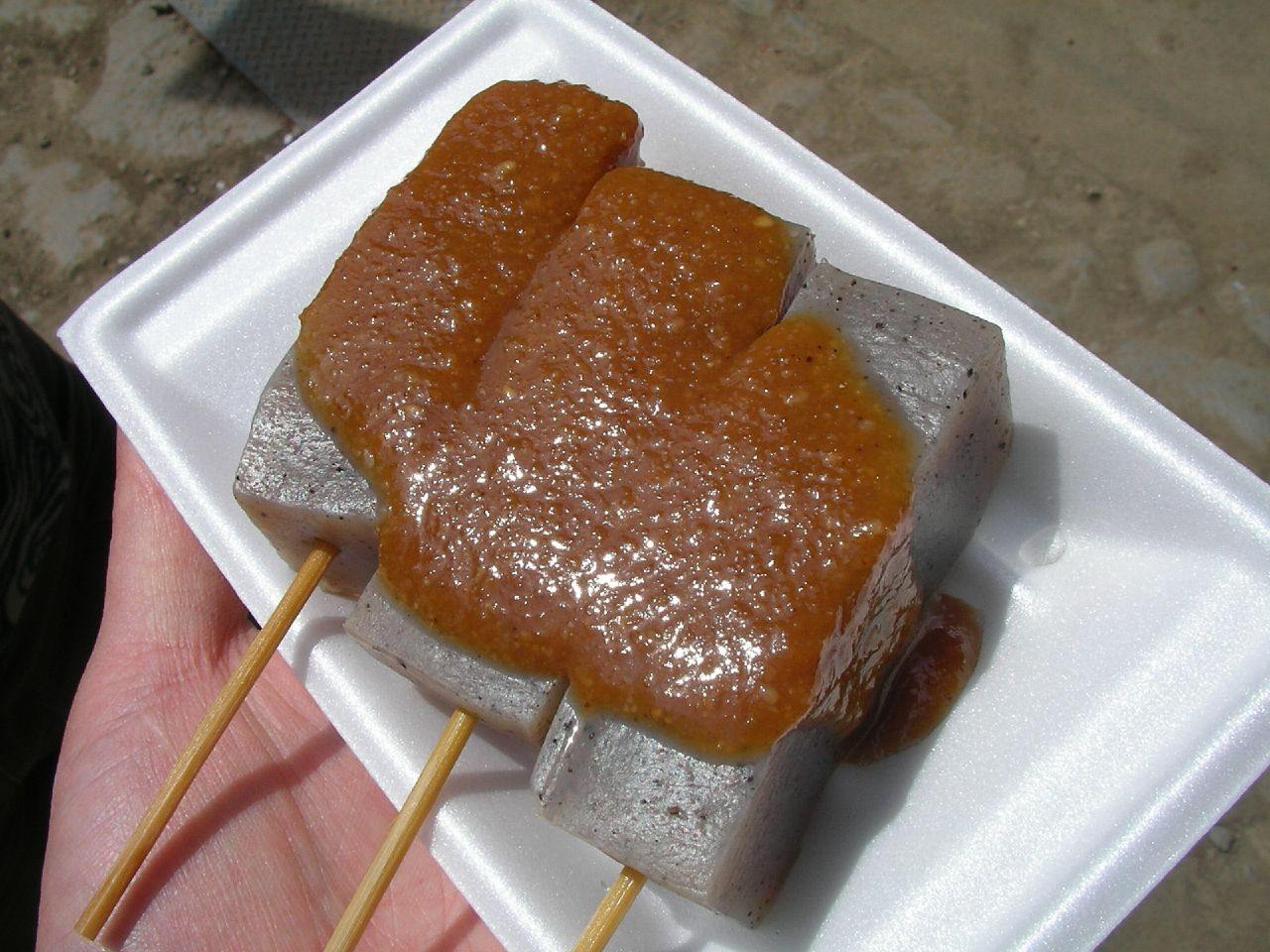
조림 덴가쿠

에도 시대에는 조림 덴가쿠가 등장하여, 재료를 육수에 데운 다음 아마미소를 발라 먹게 되었다.

### 오뎅의 탄생
에도에서는 근교의 조시나 노다에서 쇼유 양조가 활발해졌고, 가다랑어 육수에 쇼유와 설탕, 미림을 넣은 달콤한 국물로 조리게 되면서 "오뎅"이 등장했다.
에도 사람들은 성격이 급해서 포장마차에서 주문하고 나서 굽는 것은 물론이고 미소를 바르는 것도 기다릴 수 없었고, 또한 "미소(된장)를 바른다"(ミソを付ける)가 "미소(참혹한 최후)"를 연상시켜 좋지 않다고 여겼기 때문에, 오뎅은 포장마차에서 판매되는 등 크게 유행하면서 각지로 퍼져나갔다.

## 같이 보기
- 소적
- 오뎅

## 참고문헌
- 岡田 哲 『たべもの起源事典』 東京堂出版、2003年、ISBN 4-490-10616-5
- 松下 幸子 『江戸料理事典』 柏書房、1996年、ISBN 4-7601-1243-X
- 興津 要 『食辞林』 双葉社、1997年、ISBN 4-575-15233-1